# مجموعه زیر بازار
مجموعه زیر بازار مربوط به دوران‌های تاریخی پس از اسلام است و در چرام، جنوب غرب شهر واقع شده و این اثر در تاریخ ۲۵ اسفند ۱۳۷۹ با شمارهٔ ثبت ۳۵۵۹ به‌عنوان یکی از آثار ملی ایران به ثبت رسیده است.